# 冠状动脉旁路移植

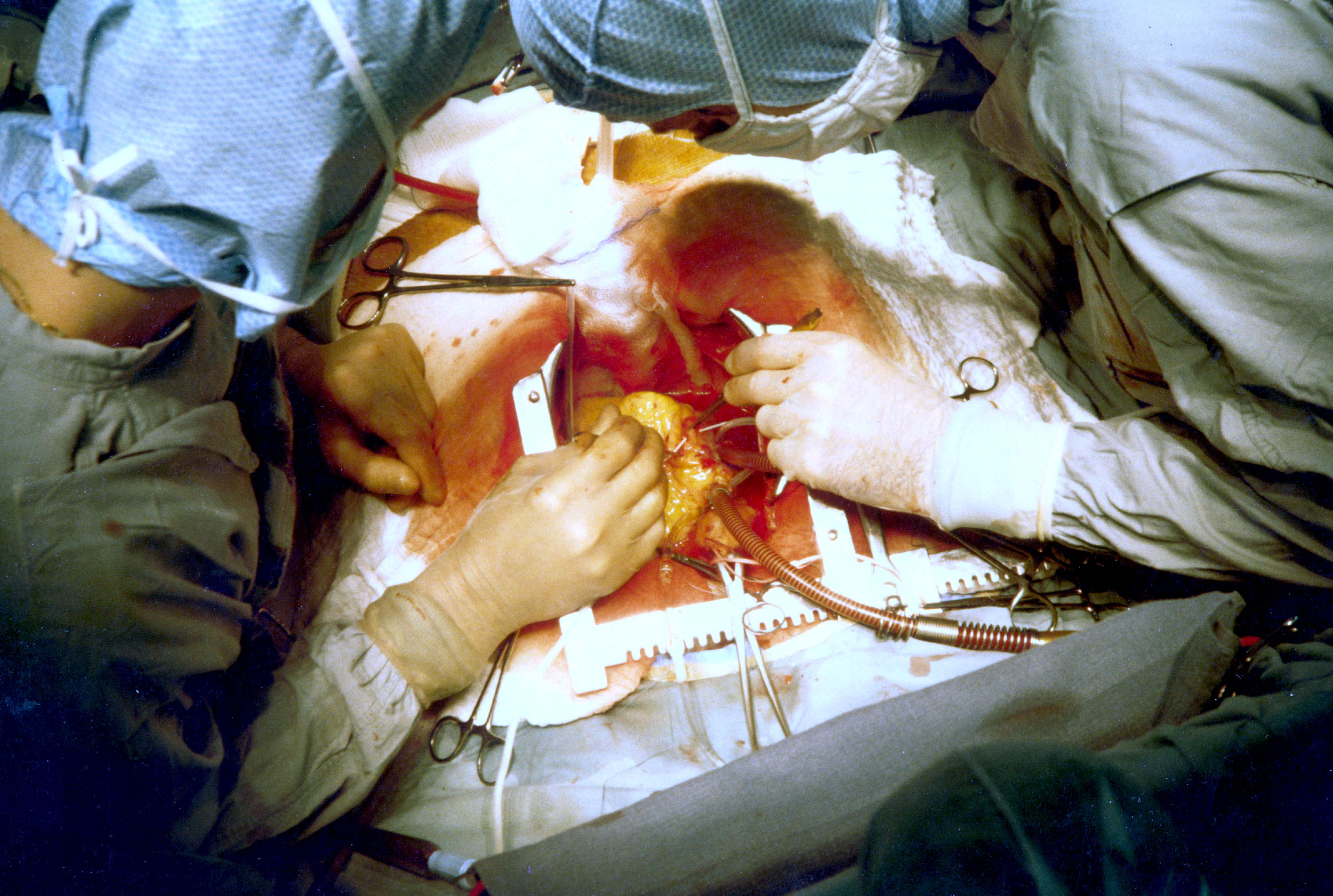
冠脉搭桥术，从周围组织、脂肪组织（黄色）中分离左冠状动脉。图片下方所见的导管是主动脉套管（血液从体外循环机器返回）。其上方的导管（被右侧的外科医生遮挡住）是静脉套管（从体循环中接受血液）。患者的心脏是停跳的，主动脉被钳夹住。患者的头部（被挡住）位于下方

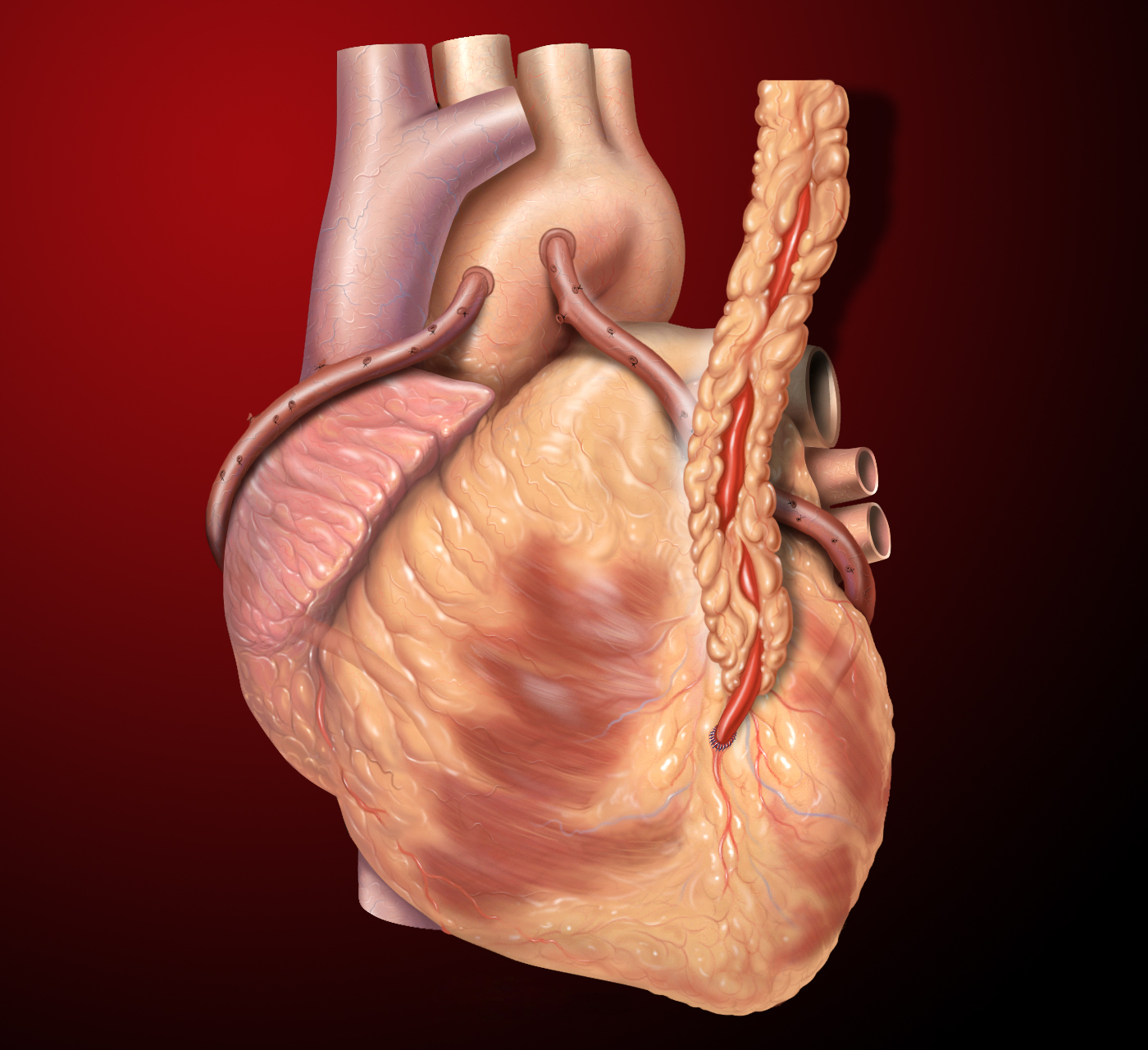
冠脉三支搭桥，左侧胸廓内动脉连至左前降支，两段大隐静脉分别连接至右冠脉和钝缘支

冠状动脉旁路移植（英語：coronary artery bypass graft，CABG）又称心臟繞道術、冠状动脉搭桥，简称搭桥，是用移植血管在主动脉及梗阻的冠状动脉远端建立血管通路的外科手术。此移植血管称为血管桥或桥血管，其绕过狭窄或阻塞的冠状动脉部位，沟通主动脉及冠脉远端，以改善心肌血供和减少发生心肌梗死的概率。
冠脉搭桥属于缓解心绞痛、治疗冠状动脉疾病、减少冠心病死亡风险的手术之一。搭桥所用的动脉或静脉均来自患者自身，如：乳内动脉、桡动脉、胃网膜右动脉、大隐静脉。将血管桥接于冠状动脉，以绕过冠脉粥样硬化狭窄部，从而提高冠脉灌注，增加心肌氧供。这项手术通常在心脏停搏下进行，需使用体外循环支持; 而搭桥手术也可在跳动的心脏上进行，所谓的“非体外循环”或“脱泵”（off-pump）手术。

## 历史
第一例冠脉搭桥术于1960年5月2日，在美国Albert Einstein医学院-Bronx市立中心医院施行的。由Robert Goetz医生和胸外科医生Micheal Rohman领队，以及Jordan Haller和Ronald Dee医生为助手的小组完成。这个技术是将血管通过环形嵌入的金属环相连。以乳内动脉用作血管桥，吻合于右冠状动脉。真正使用Rosenbach环的吻合术进行了15秒，没有依靠体外循环。使用乳内动脉的不足在于，9个月后的尸检发现吻合口仍通畅，但是粥样硬化斑块阻塞了乳内动脉的起始端。
俄国心外科医生Vasilii Kolesov，被证实是第一个成功实施乳内动脉-冠状动脉吻合术（1964年）。
然而，Goetz的技术被其他人所引用，包括第一个成功实施人类冠脉搭桥术的Kolesov。Goetz的手术病例经常被人忽视，这是由于缺少充足的报道，以及对于创造的吻合方式的错误理解，使一些疑惑持续了40多年。血管的吻合是内膜-内膜式的，通过一个特殊设计的金属环，血管被连接在一起。而Kolesov是通过标准的缝合技术，于1964年成功完成了第一例冠脉搭桥，在之后的五年中，他在俄罗斯圣彼得堡完成了33例相关的缝合及机械吻合。
阿根廷外科医生勒內·法瓦洛羅，对于搭桥血管的选择上有了新的突破（1967年5月在克里夫兰诊所）。他的新技术是使用自体的大隐静脉，来取代右冠状动脉狭窄段。之后他又成功使用大隐静脉作为血管通路，而这项技术成为了当今我们所知的典型旁路移植术；在美国，大隐静脉是使用内镜静脉获取（endoscopic vein harvesting，EVH）技术而得。不久Dudley Johnson医生扩展了旁路移植技术，涵盖了左冠状动脉系统。在1968年Charles Bailey、Teruo Hirose和George Green医生在搭桥术中，用乳内动脉取代大隐静脉。

## 术语
术语上有许多变化，比如“动脉”、“旁路”或“移植”字眼被省去。这类手术所使用最常见的缩写是CABG（发音同cabbage），复数形式是CABGs（发音同cabbages）。主动脉冠状动脉搭桥（aorta-coronary bypass，ACB）是其旧称。此外，缩写 CABG（冠状动脉搭桥术）不可与 CAG（冠状动脉造影）混淆。
动脉硬化是常见的动脉病变，特点是管壁增厚，失去弹性，管壁钙化，由此造成血液供应减少。
动脉粥样硬化特点是大、中动脉内层，有淡黄色胆固醇斑块、血脂以及细胞碎片沉积。

### 搭桥的数量
一些术语如单支搭桥、双支搭桥、三支搭桥、四支搭桥、五支搭桥是指搭桥术中涉及的冠状动脉数量。也就是说双支搭桥手术意味着两条冠状动脉被行搭桥（如左前降支和右冠状动脉）；三支搭桥意味着有三条冠状动脉被行搭桥（如左前降支、右冠状动脉、左回旋支）；四支搭桥意味着有四条冠状动脉被行搭桥（如左前降支、右冠状动脉、左回旋支，左前降支第一对角支）；五支搭桥意味有五条。搭桥术涉及四条冠状动脉以上并不常见。
搭桥数量越多并不等同病人更危重，同样搭桥数量越少也不等同病人更健康。一个有大量冠脉病变的患者由于缺乏合适的“靶血管”，也许将接受相对少的搭桥。一条冠状动脉如果太细（<1mm或<1.5mm 取决于外科医生）、严重钙化（意味着冠状动脉没有节段免于冠脉疾病的侵犯）或心肌桥（冠状动脉行走于心肌间而非心脏表面），也许就并不适合行搭桥术。同样一位病人若仅左主干狭窄，则只需要两次搭桥（左前降支和左回旋支）。然而，左主干病变是心脏病导致死亡的最大风险。
外科医生术前会评估冠脉造影结果，以确定冠脉病变的部位。外科医生会术前会估算搭桥的数量，但最终的定夺是在手术室，经心脏检查后决定的。

## 冠脉搭桥的指征
对于冠状动脉疾病有一些替代疗法。它们包括：
- 药物治疗（抗心绞痛药物附加他汀类药物，降压药，戒烟以及糖尿病者的血糖严格控制）
- 支架介入治疗（PCI）

Hi
在症状（如心绞痛，呼吸困难，疲乏）缓解方面，介入治疗和冠脉搭桥都要比药物治疗更为有效。对于一些多支冠脉病变的患者而言，冠脉搭桥的疗效要优于介入治疗。
SoS（手术还是支架）研究是一项随机对照试验，该试验用于比较冠脉搭桥和裸金属支架的介入治疗。SoS研究证明在多支冠脉病变的治疗中，冠脉搭桥要优于介入治疗。
SYNTAX研究是一项随机对照试验，对象为1800名多支冠脉病变的患者，将冠脉搭桥和药物洗脱支架（DES）的介入治疗做比较。研究发现药物洗脱支架组在过去12个月中，心脏或脑血管的主要不良反应发生率显著高出（冠脉搭桥12.4% VS 药物洗脱支架17.8% P=0.002）。这主要由于在介入治疗组中，需要更多的再次血管重建，但两组试验在术后再梗阻或存活上没有差别。冠脉搭桥组的中风发病率更高。
FREEDOM（患者合并糖尿病的远期血管重建评估──多支血管病变的最佳治疗）研究将在合并糖尿病的患者中比较冠脉搭桥和药物洗脱支架的疗效。试验中，为非随机筛选的病人所做的记录，将提供更多关于血管重建结果的强大数据，以用做随机分析。
一项研究比较了在纽约州，所有通过冠脉搭桥或介入治疗的病人的疗效，结果表明在多支冠脉病变中，冠脉搭桥胜于药物洗脱支架的介入治疗。通过冠脉搭桥治疗的病人，在死亡率或心肌梗死率上比使用支架的更低。通过冠脉搭桥的患者，其再次血管重建率也更低。纽约州登记处包括所有因为冠状动脉疾病而经历血管重建的病人，但这并不是随机试验，因此除反应冠脉血管重建的影响因素外，还可能反应了其他因素。
2004年ACC（美国心脏病学院）/AHA（美国心脏病协会）指南中说明了冠脉搭桥在以下情况中作为首选治疗：
- 左主冠状动脉病变
- 所有三支冠状动脉病变（左前降支、右冠状动脉和左回旋支）
- 不适合通过介入治疗的弥漫性疾病

2005年ACC（美国心脏病学院）/AHA（美国心脏病协会）指南进一步指出：在合并其他高风险疾病比如严重心功能不全（如低射血分数）或糖尿病的患者中，冠脉搭桥是首选治疗。

## 预后
冠脉搭桥的预后取决于各种因素，但成功的搭桥通常能维持10–15年。通常冠脉搭桥提高了高危病人（心肌缺血而导致心绞痛）的生存机率，但是在统计学上，关于冠脉搭桥和药物治疗的生存率，两者的差异在五年后递减。冠脉搭桥的年龄对于预后很重要，年轻且没有合并症的患者有更高长寿的机率。年老的病人通常会经受进一步的冠脉阻塞。

## 争议
对于冠脉搭桥术在拯救心脏病（通过立即缓解梗阻）的价值，在多项研究中被明确认可，但是在稳定性心绞痛中，研究无法明确搭桥术相比药物治疗的优势。 冠脉搭桥可暂时性地缓解胸痛，但是不能延长寿命。绝大部分心脏病的源头并非冠脉阻塞狭窄，而是吸烟、高胆固醇、高血脂症和高血压等。
心智功能丧失是冠脉搭桥常见的并发症，影响到对手术成本-效益的考虑。一份出版的调查通过对冠脉搭桥术后MRI图像的研究表明，51%的术后病人有明显脑部损伤。
一些因素或许促成了认知功能下降。体外循环系统和手术本身会释放各种碎片，包括少量的血细胞及斑块。例如，当外科医生夹钳以及连接主动脉至套管时，产生的血栓会阻断血流从而引起微小中风。其他与心脏手术相关的心理机能损伤因素包括低氧、高或低体温、异常血压、不规则心率以及术后发热。
一个能避免患者处于心脏病高危等级，且更安全、更永久、更成功的方法是去锻炼、戒烟、服药控制血压以及降低胆固醇以防止血液凝集。从更长远来看，行为以及药物治疗可能是，避免血管因素引起心智功能丧失的唯一途径。

## 简要手术过程
1. 患者进入手术室，移上手术台
2. 麻醉医师给患者置入外周静脉导管，置入动脉导管连续监测血压。注射诱导麻醉剂（通常是丙泊酚）使患者处于无意识状态，数分钟后注射镇痛剂（通常是芬太尼），注射肌肉鬆弛劑使患者肌肉松弛。
3. 气管插管，由麻醉医师或者助手（如呼吸治疗师或护士麻醉师）监护，以及呼吸机启动。镇静、镇痛药物的缓慢持续注射以维持全身麻醉，持续输注或间断给予肌松药物。
4. 由麻醉医生置入中心静脉导管，必要时置入漂浮导管监测肺动脉压、心输出量。
5. 外科医生经胸骨中线切开打开胸腔，检查心脏
6. 截取搭桥用的血管──一般选取的是乳内动脉，桡动脉和大隐静脉。当选取完成后，给予病人肝素以防止血液凝固
7. 如果是“非体外循环”手术，外科医生放置装备以稳定心脏
8. 如果是“体外循环”手术，外科医生先在心脏处缝合套管，指示灌注师开始体外循环。一旦体外循环建立，外科医生于主动脉处放置主动脉钳，并指示灌注师向心脏注入停搏液（通常是特殊的钾混合液，冷的）以停止心跳，减缓新陈代谢。通常患者体外机械循环的血液被冷却至大约84°F (29°C)
9. 血管桥的一端缝合至冠脉阻塞处的远端，另一端连接于主动脉
10. 心脏恢复搏动；或在“非体外循环”手术中，稳定心脏的装备移除。在某些情况下，在主动脉的一部分由c形钳钳住后，使心脏恢复搏动，钳住部位在心脏搏动的情况下用于缝合血管桥
11. 鱼精蛋白用来逆转肝素的作用
12. 连接胸骨，缝合关闭胸腔
13. 患者被移至重症监护病房恢复。在重症监护病房苏醒和稳定后（大约1天），患者转入心外科病房直至出院（大约4天）

## 微创冠状动脉搭桥术
一种微创冠状动脉搭桥术的替代疗法近年开始发展。非体外循环冠脉搭桥术（OPCAB）是一项不借助于体外循环，而进行的冠脉搭桥术。非体外循环的冠脉搭桥术（OPCAB）的进一步改进即为微创直视冠脉搭桥术（MIDCAB），手术是通过一个5至10厘米的切口进行。

## 血管桥的选取
血管的选择很大取决于特定的外科医生和医疗机构。通常，左侧胸廓内动脉（先前提及的左乳内动脉）移接至左前降支，另一些动静脉被联合使用于其他冠脉搭桥。右侧胸廓内动脉，腿部的大隐静脉和前臂的桡动脉也常被使用。在美国，这些血管通常是经内镜获取的，通过一种“内窥镜取血管术（EVH）”的技术。胃部的胃网膜右动脉不常使用，是由于其从腹腔移取的困难性。

### 血管桥的通畅
冠脉搭桥术后的几个月至几年，血管桥会病变且可能阻塞。通畅是个用来形容血管桥保持开放可能的术语。如果血管桥内有血流且无显著（>70%直径）的狭窄，那血管桥是被认作通畅的。
血管桥的通畅取决于一些因素，包括血管桥的类型、大小选取（胸廓内动脉，桡动脉，或者大隐静脉），或血管桥相接的冠状动脉，当然外科医生手术技能也是。动脉桥（如左侧胸廓内动脉、桡动脉）对于粗暴处理的敏感度远高于大隐静脉，且不适当的处理会导致血管痉挛。
一般最佳的通畅率是由原位的左侧胸廓内动脉（近端保留与锁骨下动脉相连）的远端与冠状动脉相吻合（通常为左前降支或对角支）。稍低的通畅率可见于桡动脉和“游离”的胸廓内动脉（胸廓内动脉的近端与锁骨下动脉断离后再与升主动脉吻合）。大隐静脉的通畅率最差，但当患者有不同的冠状动脉需要搭桥时，大隐静脉可分为多个节段以供搭桥。
所使用的静脉不是去除了静脉瓣就是倒置连接，这样静脉瓣不会阻塞血管桥的血流。左侧胸廓内动脉桥比静脉桥维持时间长，既是由于动脉比静脉结实，还因为左侧胸廓内动脉只需一端连接至冠脉，而静脉需要两端分别连接至主动脉和冠脉。左侧胸廓内动脉通常用于吻合至左前降支，这是因为其长期通畅度远高于大隐静脉。

## 冠脉複合手术
对多支血管病变的冠心病患者，施行经皮冠脉介入（PCI）联合微创冠脉搭桥（MIDCAB）在复合手术室一站式完成称为复合手术。

## 胸骨的注意事项
患者在接受冠脉搭桥后的8到12周内需避免做某些事情，以减少切口裂开的风险。这些措施称为胸骨的注意事项。首先，患者需要避免过度使用手臂，比如将自己推离座椅或在坐下前拖座位。为了避免这个，患者被鼓励在站起之前，先在座位上摇摆几次以增加冲力。其次，患者应该避免提任何超过5-10磅的东西。一加仑牛奶大概重8.5磅，这是一个很好的重量限制参考点。最后，患者应该避免将手举过头做事，比如从衣橱的顶架上取毛衣或者从橱柜里取碟子或杯子。

## 并发症
经冠脉搭桥的患者，术后除了会有和其他手术一样的并发症外，外加一些冠脉搭桥中更常见或特有的风险。

### 与冠脉搭桥相关
- 灌注后综合症，是与体外循环相关的一过性神经认知功能障碍。一些研究表明，最初的发生率在非体外循环冠脉搭桥中下降，但术后三个月后就与体外循环冠脉搭桥没有差别。随着时间推移，无论什么治疗（非体外循环冠脉搭桥术，传统冠脉搭桥术或药物治疗），神经认知功能降低皆已体现在冠脉疾病的患者身上。然而2009年的研究表明，长期（超过5年）的认知功能下降不是由于冠脉搭桥引起的，而是血管病变的后果。[44]
- 胸骨不愈合：胸廓内动脉的截取使胸骨缺少血供而增加风险
- 由于栓塞，低灌注或者搭桥失败导致心肌梗死
- 晚期血管桥狭窄，大多发生于大隐静脉桥，由于动脉粥样硬化引起经常性心绞痛或心肌梗死
- 由于栓塞或低灌注导致的急性肾衰
- 中风，由于栓塞或低灌注
- 血管麻痹综合征，由于体外循环或低灌注
- 搭桥维持8-15年后，需要替换
- 气胸：空气聚集在肺周围且压迫肺
- 血胸：血液聚集在肺周空隙
- 心包填塞：血液聚集在心脏周围且压迫心脏，从而引起体循环及大脑灌注低。胸腔引流管置于心肺周围可以避免此发生。如果胸腔引流管在术后早期阻塞，而出血仍在继续，那么这会导致心包填塞、气胸或血胸。
- 胸腔积液：液体在肺周围渗出。这会应引起低氧血症且恢复缓慢。

### 与心脏手术相关
术后心律失常是常见并发症，其中以房颤最为常见，通常发生在术后第2～3天，可能导致血流动力学不稳定或血栓形成。

### 与普通手术相关
- 切口感染或败血症
- 深静脉血栓
- 麻醉并发症如恶性高热
- 瘢痕疙瘩
- 切开口慢性疼痛
- 应激相关的慢性疾病
- 死亡